# Weald and Downland Living Museum
Weald and Downland Living Museum (tidligere kendt som Weald and Downland Open Air Museum) er et frilandsmuseum i Singleton omkring 11 km nord for Chichester, West Sussex, England. Museet dækker 200.000 m2 og har næsten 50 historiske bygninger der stammer fra perioden 1400-tallet op til 1800-tallet samt haver, landbrugsdyr, stisystemer og en sø.
Museets bygninger har alle været truet af nedrivning, men er i stedet blevet pillet ned og genopført på museet, og det er derfor registreret som en velgørende organisation. Udover bygninger foregår der også flere aktiviteter som madlavning, vævning og særlige shows som glasmaleri og sankthans.

## Bygninger

### Lade
Laden blev oprindeligt bygget til Prior's Leaze Farm, Hambrook, Sussex, i 1771. Den har et tømmerskelet i eg og elm beklædt med planker og et stråtækt tag. Laden har en udstilling om traditionelle bygningsmaterialer og konstruktionsmetoder, der inkluderer eksempler på, hvordan man murer, glasarbejde, bly- og jernarbejde, taglægning og stråtækning.

### Bayleaf-lade
Denne trælade stammer oprindeligt fra 1536, hvor den stod i Cowfold, Sussex. Den danner en gård sammen med Bayleaf-huset.

### Bayleaf-huset
Bayleaf-huset er et bindingsværkshus med spåntag i træ, der stammer fra begyndelsen af 1400-tallet. Bygningen har fire rum i stueetagen og to på første sal. Huset har vertikale skotter for nogle af vinduerne og en garderobe på første sal. Bygningen var oprindeligt opført i Ide Hill, Kent, og blev doneret til museet i 1968 af East Surrey Water Company, fordi det var truet af nedrivning ved etableringen af Bough Beech Reservoir. Bygningen blev skilt ad i vinteren 1968–69.

### Murstenstørrings-skuret
Skuret til at tørre mursten i stod oprindeligt i Petersfield, Hampshire, og det stammer fra 1700-tallet. Det har en udstilling om fremstilling af mursten.

### Tømrerværksted
Tømrerværkstedet stammer fra Windlesham, Surrey, og blev opført i slutningen af 1800-tallet eller begyndelsen af 1900-tallet.

### Kvægskur
Tre mindre bygninger, der er åbne i den ene side er til kvæg på museet. De stod oprindeligt i Goodwood, Kirdford og Lurgashall i Sussex og stammer fra 1700-tallet.

### Kulsvierlejren
Kulsvierlejren viser fremstillingen af kul. Kulsviere opførte små hytter, hvor de kunne opholde sig, mens kullene blev brændt, hvilket foregik over adskillige døgn.

### Court-laden
Court-laden stammer fra slutningen af 1600-tallet eller begyndelsen af 1700-tallet. Den var oprindeligt opført i Lee-on-Solent, Hampshire. Den indeholder en udstilling om brugen af bly i bygninger, kloaker, stenhugning og blyindfattede vinduer. Laden blev pillet fra hinanden i 1976 og genopført på museet i 1980. Den blev grundlagt af Worshipful Company of Plumbers.

### Kran
Kranen blev bygget af John Smith Ltd i Keighley, Yorkshire, i 1900 og den blev oprindeligt brugt på en gård i Alton, Hampshire. Den kan løfte omkring 5 tons og opereres ved håndkraft. Den er en del af den rekonstruerede tømmerplads.

### Bondehus
Gården stammer fra 1500-tallet med tilbygninger op igennem 1900-tallet. Den blev oprindeligt bygget i Folkestone, Kent, og blev truet af nedrivning ved etablereingen af Eurotunnelen under den Engelske Kanal. Det blev pillet fra hinanden i 1992 og fungerer i dag som museets butik og som kontorer.

### Kornkammer
Kornkammeret blev bygget i 1731 i West Ashling, Sussex. Det er en bindingsværksbygning med fag i mursten og et stråtækt tag. Den måler omkring 6 m2, hvilket gør det til et af de større kornkamre. Den er opført på 16 høje syldsten for at beskytte mod skadedyr.

### Gridshell
The Weald and Downland Gridshell blev opført fra 2000–2002. Den blev designet til at opbevare museets samling, men bruges også til konserveringsværksted og til udstillinger i foyeen. Bygningen har vundet otte priser og var blandt de nominerede til RIBA 2003 Stirling Prize.

### Hal
Den middelalderlige hal blev oprindeligt bygget i Boarhunt, Hampshire, i 1400-tallet. Den har en speciel tagkonstruktion, hvor tagbjælkerne danner en blød kurve under det stråtækte tag, mens murene er i mursten. Bygningen blev reddet i 1971, hvor den var meget faldefærdig. På dette tidspunkt var huset blevet udvidet til at være omkring dobbelt så stort som det oprindeligt tog sig ud, men kun den middelalderlige del blev pillet ned og genopført på museet. Bygningen er omkring 25 m2 i grundplan og består af kun ét rum. Den anden ende af den oprindelige bygning er gået tabt som følge af de mange ændringer og tilbygninger i løbet af århundrederne. Den rekonstruerede bygning indeholder omkring 30 % af det oprindelige tømmer, hvilket normalt ville have forhindret en rekonstruktion, men det var muligt, da det originale tømmer er jævnt fordelt over hele bygningen.

### Hestemølle
Hestemøllen bestod af en stråtækt bygning der var åben i den ene ende, og stod i Charlwood, Surrey. Den blev brugt til at få vand op fra en brønd. Den blev oprindeligt bygget i West Kingsdown, Kent, men blev reddet fra nedrivning af museet i 1980 og stod genopført i 2000.

### Hus, Lavant
Huset er fra 1600-tallet og stod oprindeligt i Lavant, West Sussex. Eksteriøret er blevet restaureret til dets oprindelige udseende i 1600-tallet, men det har et moderne interiør. Bygningen bliver brugt som undervisningerlokale til skoler og besøgende på museet.

### Hus, Walderton
Huset stod oprindeligt i Walderton, Sussex. Dets tømmerkonstruktion stammer fra 1400-tallet, og de eksterne vægge i flint stammer fra 1600-tallet. Taget er stråtækt.

### Hus-tilbygning
Bygningen var en tilbygning til et hus i Reigate, Surrey, der blev opført i 1600-tallet. De har to ildsteder og der er rester af freskoer.

### Snedkerværksted
Snedkerværkstedet blev oprindeligt opført i Witley, Surrey, og det dateres til slutningen af 1800-tallet eller begyndelsen af 1900-tallet. Det indeholder en udstilling om bygningskonstruktion.

### Markedshal
Markedshallen stammer fra 1600-tallet, hvor den blev opført i Titchfield, Hampshire. I underetagen findes et rum der kan aflåses og overetagen fungerede som byrådssal. Da bygningen blev pillet fra hinanden og genopført på museet, var det anden gang det skete. Det var allerede blevet flyttet fra den oprindelige placering i centrum af Titchfield i midten af 1800-tallet.

### Middelalderhus, North Cray
Dette middelalderlige hus blev oprindeligt opført i North Cray, Kent. Det er et bindingsværkshus med spåntag. Det udvendige tømmer er malet rødt.

### Middelalderhus, Sole Street
Middelalderhuset blev oprindeligt opført i Sole Street, Kent. Det er et bindingsværkshus med spåntag. Bygningen bliver brugt som restaurant og cafe.

### Middelalderlige butikker
Bygningen stammer fra 1400-tallet og indeholder et par butikker. Den blev oprindeligt bygget i Horsham, Sussex. Den er i tre etager og opført i bindingsværk med spåntag i træ samt med beklædning på de øvre etager. De øvre etager fungerer som museets bibliotek, som normalt ikke er åbent for gæsterne.

### Åben ladebygning
Den åbne ladebygning stammer fra 1700-tallet. Den stod oprindeligt i Charlwood, Surrey, og fungerede som opbevaringsbygning for hestevogne og også som savværk. Den blev taget ned i 1999 med støtte fra British Airports Authority. Da den blev genopført på museet i 2000 blev hestemøllen fra West Kingsdown, Kent, installeret i bygningen.

### Pendean farmhouse
Gårdhuset stod oprindeligt i West Lavington, West Sussex i 1609. I stedet for et stort åbent rum i midten findes en central skorsten med ildsteder i både stuen og første sal. Det har stadig flere elementer fra 1500-tallet, såsom uglaserede vinduer. Bygningen er opført i bindingsværk med mursten i fagene i underetagen og lerklining på første sal. Det blev genopført på museet i 1975, men da man opdagede et postkort med huset på, fandt man ud af, at skorstenen ikke var placeret korrekt. Skorstenen blev flyttet i januar 2001 for at få en mere korrekt profil på huset. Det er indrettet med møbler fra perioden.

### Poppelhytten
Poppelhytten er en lille bindingsværksbygning med stråtag der stammer fra 1600-tallet, hvor den oprindeligt stod i Washington, Sussex. Den er dateret til mellem 1550 og 1630, og den blev doneret til museet i 1982 og blev nedtaget samme år. Den blev først genopført i 1999 med fondsmidler fra Heritage Lottery Fund.
Arbejdet med at genopføre den begyndte den 10. april 1999, hvor tømmeret var blevet klargjort over vinteren. Til de udendørs vægge blev der brugt sandsten, mens der blev brugt lerklining til de indre vægge. Taget blev stråtækt.

### Blikkenslagerværksted
Blikkenslagerværkstedet er fra slutningen af 1800-tallet, hvor det stod i Newick, Sussex. Overetagen fungerede som glarmesterværksted.

### Møllehus
Bygningen er opført i sten og mursten og stod oprindeligt i Redford, Sussex. Den indeholdt en mølle til hestekraft, som blev brugt til at forberede ler til mursten.

### Savmølle
Savmøllen er fra 1800-tallet og stammer fra Sheffield Park, Sussex. Den indeholder en række værktøj der bruges til at fremstille tømmer fra fældede træer.

### Skole
Skolebygningen er fra 1800-tallet og blev brugt til at uddanne fattige børn i begyndelsen af århundredet. Den stod oprindeligt i West Wittering og er opført i mursten og flintesten med et tegltag.

### Stald
Stalden stammer fra midten af 1700-tallet og blev oprindeligt bygget i Watersfield, Sussex. Den er opført i bindingsværk og har træspån både på taget og som beklædning. Den har plads til fem heste eller okser.

### Skur
Skuret er åbent i den ende ende og stammer oprindeligt fra Coldwaltham, Hampshire.

### Smedje
Smedjen blev bygget i midtden af 1800-tallet i Southwater, Sussex.

### Trædemølle
Trædemøllen stammer fra begyndelsen af 1600-tallet. På grund af størrelsen bruge man sandsynligvis ikke heste til at drive den. Trædemøllen findes i en mindre træbygning med stråtag, der oprindelig stod i Catherington, Hampshire.

### Toldhus
Toldhuset er af en type som var udbredt i 1700- og 1800-tallet. Det blev opført i 1807 ved en vej til Beeding, Sussex. Det er blevet genindrettet som et toldhus fra perioden.

### Upper Hall
Bygningen stammer fra 1400-tallet og har et langt åbent rum på førstesalen, som sandsynligvis blev brugt til byrådsmøder. Den stod i Crawley, Sussex, bagved Tree House — den gamle herregård i Crawley. Bygningen var truet af nedrivning som følge af en udbygning på en nærliggende kontorbygning. Kun dele af den oprindelige bygning, der var omkring 11 m lang, er bevaret, og dette er i midten af huset på museet. Det oprindelige tag var Horsham Slab, men det blev erstattet, da den blev genopbygget på museet. Enderne er moderne rekonstruktioner opført i den oprindelige stil. Huset bruges til museets bibliotek og møder, og det er derfor normalt ikke åbent for offentligheden. Worshipful Company of Drapers donerede £5.000, til projektet med at genopføre huset.

### Vognhal
Vognhallen stammer fra 1700-tallet. Den stod oprindeligt i Wiston, Sussex.

### Vandmølle
Vandmøllen stammer fra 1600-tallet, og den fungerede frem til 1935. Den kan stadig bruges og mel fra møllen sælges i museumsbutikken. Møllen stod oprindeligt i Lurgashall, Sussex, hvor den tjente Petworth House og Park. På et tidspunkt har den sandsynligvis været brugt til garvning af læder. I 1968 blev den faldefærdige mølle udsat for en stor oversvømmelse, hvilket gjorde at møllestenen faldt igennem de rådnende gulve.
Møllen brugte vandet i floden Rother. På et tidspunkt havde møllen to møllehjul og to sæt møllesten. Overfaldshjulet målte omkring 3,5 m i diameter, og det blev støbt i Cocking Foundry til Coster's Mill, West Lavington. Det driver to par møllesten, et trækspil og en maskine til mel. Maskineriet blev installeret i 1911. Møllen blev doneret til museet i 1973, og under nedtagningen opdagede man at der på stedet tidligere havde været en hammermølle. Genopførslen og den efterfølgende restaurering tog syv år.

### Whittakers hytter
Whittakers hytter er et par træhytter med skiffertag. De stod oprindeligt i Ashtead, Surrey. Den ene hytte er indrettet i 1800-tals stil, mens den anden ikke har møbler, for at gæsterne bedre kan få en ide om konstruktionen.

### Vindpumpe
Vindpumpen stammer fra midten af 1800-tallet, hvor den stod i Westham, Sussex. Den blev genopført på museet i 1975.

### Winkhurst køkken
Bygningen, der stammer fra 1500-tallet, var oprindeligt en del af en bygning i Sundridge, Kent. Det er en bindingsværksbygning. Den stammer fra et sted mellem 1492 og 1537. Det er den første bygning, som museet fik fat i. Den blev taget ned i 1968, og blev genopført på museet på et sted, som man senere fandt ud af ikke kunne bruges. Man valgte derfor et tage bygningen ned igen og genopførte den på det nuværende sted med moderne tilbygninger, der skulle give en bedre forståelse for gæsterne. Bygningen blev taget ned i december 2001 og rekonstrueret for anden gang mellem februar og maj 2002. Interiøret er blevet rekonstrueret som et fungerende tudorkøkken.

## Priser
Weald and Downland vandt den Naional Heritages og Illustrated London News Museum of the Year Award i 1975.